# ياسوهيتو موريشيما
ياسوهيتو موريشيما (باليابانية: 森島 康仁) (18 سبتمبر 1987 في كوبه في اليابان – )؛ هو لاعب كرة قدم ياباني سابق كان يلعب كمهاجم.

## وصلات خارجية
- ياسوهيتو موريشيما على موقع الاتحاد الدولي (مؤرشف)  (الإنجليزية)
- ياسوهيتو موريشيما على موقع رابطة كرة القدم اليابانية للمحترفين (اليابانية)
- ياسوهيتو موريشيما على موقع قاعدة بيانات كرة القدم.إي يو (الإنجليزية)
- ياسوهيتو موريشيما على موقع Soccerway.com (الإنجليزية)
- ياسوهيتو موريشيما على موقع عالم كرة القدم.نت (الإنجليزية)
- ياسوهيتو موريشيما على موقع كووورة